# تشارلز دينتون
تشارلز دينتون (بالإنجليزية: Charles Denton)‏ هو منتج تلفزيوني بريطاني، ولد في 20 ديسمبر 1937.

## روابط خارجية
- تشارلز دينتون على موقع IMDb (الإنجليزية)
- تشارلز دينتون على موقع قاعدة بيانات الفيلم (الإنجليزية)